# 아뮤즈
아뮤즈(일본어: アミューズ, 영어: AMUSE INC.)는 도쿄 증권 거래소 1부 상장한 일본의 연예 기획사이다. TV 프로그램·영화·무대 작품 의 제작 등에도 다각적 전개하고 있다. 그룹 기업을 통해 DVD·비디오·Blu-ray·CD 등의 소프트웨어 판매도 실시하고 있다. 1977년 설립. 창업자는 오사토 요키치. 일본 음악 제작자 연맹에 가맹하고 있다.

## 연혁
와타나베 프로덕션에서 캔디즈나 아즈사 미치요의 매니저였던 오오사토 요키치가, 노선 대립 등을 이유로 독립해 1977년 당시 포 라이프 레코드의 사장이었던 요시다 타쿠로가 소개해준 신인 싱어송라이터·하라다 신지를 성공시키기 위해 설립했다. 1978년 6월, 사잔 오루 스타즈가 데뷔. 1980년에는 미야케 유지의 매니지먼트를 하게 된다.

## 특징
- 사잔 오루 스타즈나 폭풍 슬럼프, ONE OK ROCK, 후쿠야마 마사하루, 포르노 그라피티, BEGIN, Perfume, flumpool, 크로스진 등 뮤지션이 소속해있다.
- 서울특별시강남구에 소속사 아뮤즈 코리아가 위치해 있다.

## 소속

### 뮤지션
- WEAVER
- 우에키 고
- CROSS GENE
- 사쿠라 학원
- 사잔 오루 스타즈
- 선 플라자 나카노 군
- Skoop On Somebody
- 타카하시 유
- Tama
- 챠오 스마일즈
- DEAN FUJIOKA
- HaKU
- 팟파라 카와이
- Perfume
- BEGIN
- 후쿠야마 마사하루
- 후지와라 사쿠라
- flumpool
- FLOW
- BABYMETAL
- 호시노 겐
- WHITE ASH
- 포르노 그라피티
- 만만슈오
- 미야케 유지
- 미야코
- YURIA
- Rihwa
- Red Dracul Scar Tissue
- ONE OK ROCK
- @onefive

### 남성 배우·탤런트
- 아오야기 루이토
- 이치게 요시에
- 이즈카 켄타
- 이토 나오토
- 이마이 타카후미
- 이와타 료
- 우에키 고
- 우에하라 타쿠야
- 우라가미 세이슈
- 오오타 마사키
- 오타니 료헤이
- 오오마에 쿄이치
- 오오무라 마나부
- 오카다 요시노리
- 오구라 히사히로
- 카쿠 켄토
- 카자마 유지로
- 카스가 요시키
- 카토 준이치
- 카네코 다이치
- 카부모토 히데아키
- 카이 쇼우마
- 키시타니 고로
- 키리야 카즈아키
- 코이데 케이스케
- 코노 쇼타로
- 코세키 유타
- 사카시타 유이치로
- 사카타 나오키
- 사카모토 쇼고
- 사쿠라다 도리
- 시모다 쇼타
- 타카토 유키
- 타카하시 히데유키
- 다테 소라미
- 테라다 타쿠야
- 테라와키 야스후미
- DEAN FUJIOKA/후지오카 딘
- 토타니 키미토
- 토네사쿠 토시히데
- 토미타 켄타로
- 나가오 타쿠야
- 노무라 슈헤이
- 하시모토 아츠시
- 히라오카 유타
- 히라노 키나리
- 히라마 소이치
- 후쿠자키 나유타
- 후쿠야마 마사하루
- 호시노 겐
- 마츠오카 코다이
- 마츠시마 쇼타
- 미즈타 코우키
- 미조구치 타쿠야
- 미무라 카즈노리
- 미야케 유지
- 무로이 히비키
- 모리 하야시
- 모리 유키노죠
- 요시자와 료
- 요시무라 타쿠야

### 여성 배우·탤런트
- 아소 카호리
- 아베 준코
- 아베 나나미
- 이이다 라우라
- 이시다 니콜
- 이시야마 렌게
- 이타야 유카
- 이치게 요시에
- 우에노 쥬리
- 오오노 모모카
- 오쿠야마 요시에
- 카가미 세이라
- 카토 타카코
- 카나이 미키
- 칸노 리오
- 키무라 미키
- 키요하라 카야
- 쿠로사와 미레나
- 코마츠 아야카
- 사카노우에 아카네
- 사토 히나타
- 시마 유이카
- 시미즈 쿠루미
- 시무라 레나
- 스도 리사
- 타구치 오토하
- 타지마 에리카
- 타지마 유미카
- 타나카 치에
- 타나카 미하루
- 타노 아사미
- 타모리 미사키
- 츠네마츠 유리
- TOKYO PANDA
- 토미타 야스코
- 나카가와 카나
- 나카무라 리호
- 나카 리이사
- 히라타 카오루
- 히로이 유
- 후카츠 에리
- 후쿠다 아야노
- 후세 유노
- 홋타 마유
- 호란 치아키
- 호리우치 마리나
- 혼죠 유나노
- 히가 바비
- 마키노 유이
- 마츠이 아이리
- 마츠다 사키
- 미요시 아야카
- 무라카와 에리
- 야기 아리사
- 키토아카리
- 야기 유키
- 야마다 안나
- 야마모토 히카루
- 요시타카 유리코
- 리 이제
- 로쿠샤 나나

## 자회사
- A-Sketch
- 타이시타 레이블 - JVC 켄우드 빅터 엔터테인먼트와 공동 출자하여 설립한 자회사.
- TOKYO FANTASY
- 인터그루브 프로덕션
- 키후네 코보
- FRIENDS
- arounds
- 라이브 인덱스
- AMUSE QUEST
- 라이브 뷰잉·재팬

## 관련 회사
현재
- MASH A&R (A-Sketch 계열사)
- LINE TICKET
- GLOBAL EDUCATIONAL PARTNERS
- 제이필

과거
- 다이칸야마 프로덕션 (2010년 7월에 완전 소멸)
- 에어즈 (2015년 5월에 청산)

출자 회사
- Co-LaVo